# NGC 3503

تموقع السديم في كوكبة القاعدة

NGC 3503 هو سديم إشعاعي يقع في كوكبة القاعدة. اُكتشف على يد الفلكي الإنجليزي جون هيرشل سنة 1834. وهو عبارة عن تجمعٍ مفتوح للنجوم.